# 希丙洛尔
希丙洛尔是一种含氮有机化合物，化学式C
23H
33NO
2，能作为β受体阻滞剂。